# Tuborgfonden
Tuborgfonden (danska: Tuborgfondet) är en dansk stiftelse med ändamål att gagna danskt samhälls- och näringsliv. Fonden skapades 1931 av Tuborgs bryggerier 
för att markera fyrtioårsminnet av A/S De forenede Bryggeriers grundande och ingår sedan 1991 i Carlsbergfonden. Tuborgfonden delar ut 40–60 miljoner danska kronor om året till olika ändamål inom det danska samhällslivet, från konst och kultur till sport och fritidsaktiviteter, föreningsverksamhet, utbildning och yrkesinriktad verksamhet.
Till fonden är också ”Tuborgs Grønne Fond” knuten. Denna ger stöd till aktiviteter som gör Danmark vad man kallar "lite grönare".